# Condeissiat

Condeissiat este o comună în departamentul Ain din estul Franței.